# Canon EOS 10
Canon EOS 10 — малоформатная, полупрофессиональная, однообъективная, плёночная, зеркальная фотокамера со сменной оптикой и пассивным фазовым автофокусом. Выпущена компанией Canon в марте 1990 года. В Америке продавалась как EOS 10S, в Японии как Canon EOS 10 QD. Фотокамера имеет байонет Canon EF, 8-зонный датчик замера экспозиции, трёхточечный автофокус, встроенную вспышку. Основу конструкции составляет ламельный затвор с вертикальным движением металлических шторок. Диапазон выдержек — от 1/4000 до 30 секунд с синхронизацией электронных вспышек до 1/125 секунды, скорость съемки — до 5 кадров в секунду.
Большинство Canon EOS 10 выпущены в чёрном пластиковом корпусе, но производился также вариант с серебристо-серым цветом (англ. gunmetal gray). Canon EOS 10 в 1991 году стала 60-миллионной фотокамерой, выпущенной компанией «Кэнон».

## Основные отличия от предыдущих версий
- Скорость съемки 5 кадров в секунду в режиме фокусировки One Shot, и 3 кадра в секунду в режиме Ai Servo;
- Встроенная фотовспышка;
- Поддержка считывания штрих-кодов через Canon EOS Barcode Reader E;
- Поддержка беспроводного дистанционного управления;
- Поддержка 15 устанавливаемых пользователем функций (C. Fn 1-15);
- Встроенный интервалометр;
- Расширенный набор режимов съемки («зеленая зона», для начинающих), на вынесенном слева от фотовспышки диске выбора режимов;
- Фиксация диска режимов в положении «фотоаппарат отключен» кнопкой в центре.